# Taiwan Sports University Football Club
Maillots
Le Taiwan Sports University Football Club (en chinois : 國立臺灣大學), plus couramment abrégé en Taiwan Sports University, est un club taïwanais de football fondé en 1961 et basé dans la ville de Taichung.
C'est l'équipe de football qui représente la National Taiwan University of Physical Education and Sport.

## Histoire
Fondé en 1966 sous le nom de Chia Cheng Hsin, le club prend son nom actuel, Taiwan Sports University, en 2014.
Il remporte son premier titre national en 2009 en devenant champion de Taïwan. Lors de cette saison 2009, le club porte le nom de Kaohsiung Yaoti.
Ce titre permet au club de participer pour la première fois à une compétition internationale, la Coupe du président de l'AFC. Malheureusement, la campagne continentale s'achève prématurément, avec une élimination dès la phase de poule, sans parvenir à remporter une seule des trois rencontres que le club dispute.
L'international Chen Po-liang a porté les couleurs du club durant quatre saisons, entre 2006 et 2010.  

## Noms successifs
- 1966 : Chia Cheng Hsin
- 2009 : Kaohsiung Yaoti
- 2010 : Hasus Taiwan Sports University
- 2014 : Taiwan Sports University

## Stade
Le club évolue dans le Taichung Football Field d'une capacité de 5 000 sièges à Taichung.

## Palmarès
| Compétitions nationales                          |
| ------------------------------------------------ |
| - Championnat de Taïwan (1) : - Champion : 2009. |